# Neoporteria transiens
Neoporteria transiens là một loài thực vật có hoa trong họ Cactaceae. Loài này được (F. Ritter) Ferryman mô tả khoa học đầu tiên năm 1991.